# Jean Robin (escritor)
Jean Robin (París, 1946), es un escritor francés, particularmente interesado en los asuntos esotéricos y ocultos, las sociedades secretas y sus influencias a lo largo de la historia.

## Biografía

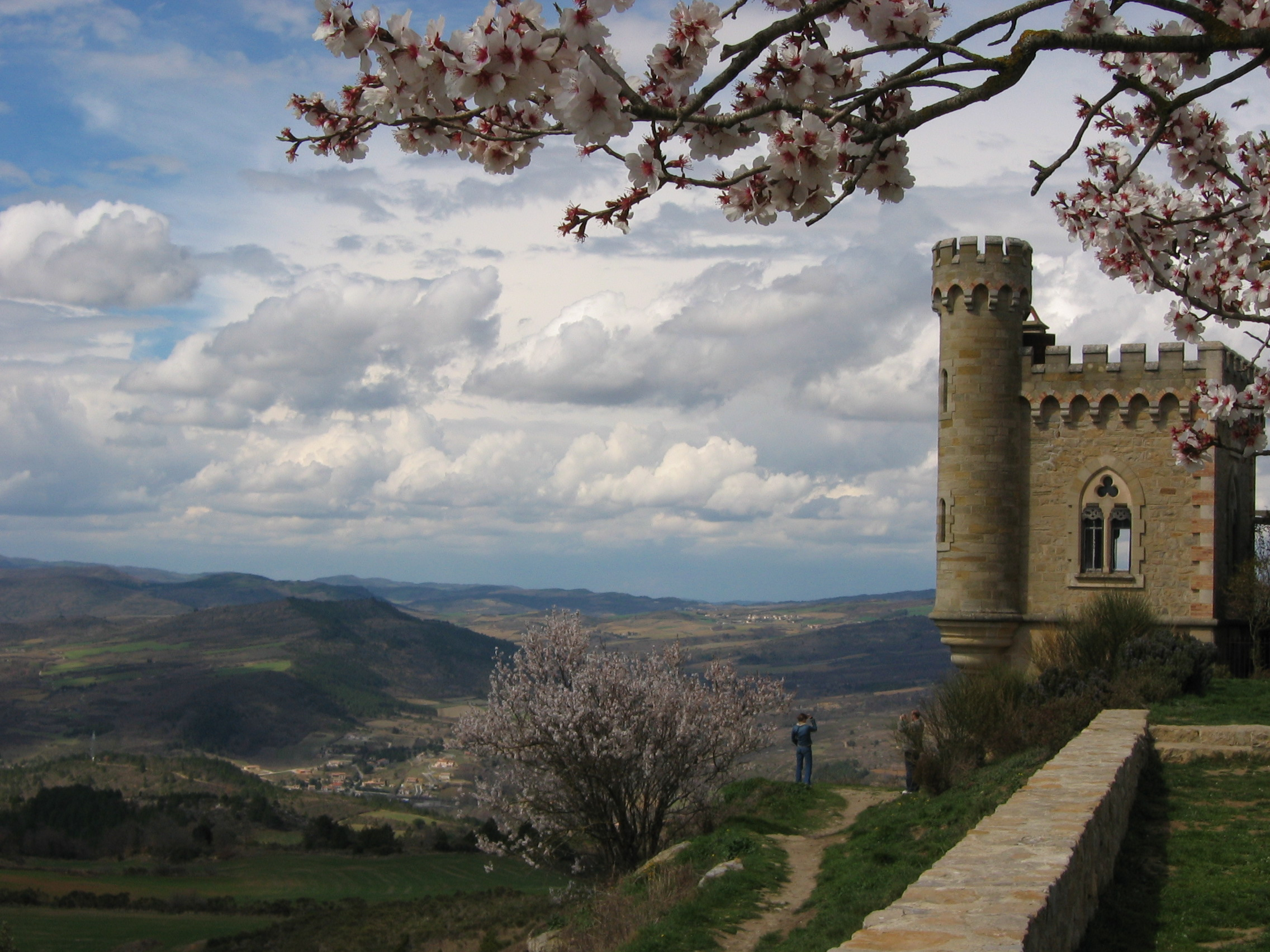
Rennes-le-Château, uno de los asuntos de Jean Robin

Al principio de su carrera en Robert Laffont, Jean Robin descubrió los escritos de René Guénon.
Continuó su carrera literaria con su texto René Guénon, testigo de la Tradición, 1978, siguiendo a producir ensayos que se refieren a la obra de Guénon  (Le Royaume du Graal,  Veilleur, où en est la nuit, 2000, H.P. Lovecraft y el secreto de los adoradores de la serpiente, 2017).
El tema central de sus obras es escatología, las creencias sobre lo que va a acompañar el fin de nuestro mundo o ciclo histórico-cosmológico.
Es desde este punto de vista y con un cuadro guenoniano que él escribe sobre los temas como los así llamados extraterrestres, la manipulación de la contra-iniciación, Rennes-le-Château, el ocultismo en el nazismo o la historia de Francia y sus misterios.

## Obras
En español
- UFO, la gran parodia, 1984.[8]
- Respuesto de Nostradamus a Monsieur de Fontbrune,  Esoteria, Barcelona  (1982), ISBN 9788485411696.[9][10]
- Las sociedades secretas en la cita del Apocalipsis , Grandes enigmas, Majahonda Madrid, 1990, ISBN 9788478920143.[11]
- Hitler, el elegido del dragón, Colección Enigmas de la historia, Roca, Barcelona,1991, ISBN 9788427015647.[12][1][13]
- Operación Orth el increíble misterio de Rennes-LeChâteau, Heptada , Grandes enigmas ,  Majadahonda Madrid , 1990, ISBN 9788478920204.

En francés,
- René Guénon, témoin de la tradition, Paris, ed. Guy Trédaniel, 1978, ISBN 9782857070269 (Robert Laffont, 1978), 355 p.
- Rennes-le-Château. La colline envoûtée, Paris, Éditions de la Maisnie, 1982, ISBN 2-85-707082-9
- René Guénon. La dernière chance de l'Occident, Paris, Éditions de la Maisnie, 1983, 206 p, ISBN 9782857071020
- Thèbes, Temples et Dieux du Nil, Éditions Robert Laffont, 1986, 138 p., ISBN 978-2221504291
- La véritable mission du Comte de Saint-Germain, Guy Trédaniel, 1986, 125 p., ISBN 978-2857072010
- Seth, le dieu maudit, éditions Guy Trédaniel, 1986, 249 p., ISBN 978-2857071976
- Opération Orth ou l'Incroyable secret de Rennes-le-Château, Paris, Guy Trédaniel, 1989, 269 p., ISBN 978-2857073086
- Le Royaume du Graal, Introduction au mystère de la France. Éditions Trédaniel. 1992. p. 764. ISBN 978-2-85707-539-4.
- Veilleur, où en est la nuit ? Introduction à l'Apocalypse. Éditions Trédaniel. 2000. p. 344. ISBN 978-2-84445-155-2.
- Imperator, l'épopée de Julien l'Apostat, Roman historique. Éditions Trédaniel. 2013. p. 260. ISBN 978-2-8132-0574-2.
- H.P. Lovecraft et le secret des adorateurs du serpent. Paris: Éditions Trédaniel. 2017. p. 456. ISBN 978-2-8132-0990-0..